# Исидор (Никольский)
Митрополи́т Иси́дор (в миру Я́ков Серге́евич Нико́льский; 1 (12) октября 1799, село Никольское, Каширский уезд, Тульская губерния — 7 (19) сентября 1892, Санкт-Петербург) — епископ Православной российской церкви; митрополит Киевский; затем, с 1 июля 1860 года, — Новгородский, Санкт-Петербургский и Финляндский, первенствующий член Святейшего синода.
До июля 1865 года именовался «митрополит Новгородский, Санкт-Петербургский, Эстляндский и Финляндский».

## Биография
Родился в селе Никольском Каширского уезда Тульской губернии (сегодня — юго-восточная окраина города Пущино Московской области). Младший ребёнок в семье Сергея Ивановича Никольского, диакона церкви Святых Бессребреников Космы и Дамиана, и его жены Анны Ивановны. Внук священника Космодамианской церкви Ивана Фёдорова (по отцу) и священника Воздвиженской церкви села Лукино Серпуховской округи Ивана Семёнова (по матери).
Якову едва исполнился год, когда в декабре 1800 года умер отец. Учился грамоте у зятя (мужа старшей сестры Евдокии Ивана Дмитриевского). Окончил Тульское духовное училище, после чего поступил в Тульскую духовную семинарию, которую окончил в 1821 году. После этого поступил в Санкт-Петербургскую духовную академию, которую окончил в 1825 году, будучи вторым по успеваемости на курсе.
22 августа 1825 года был пострижен в монашество под именем Иси́дор, 28 августа определён бакалавром по предмету Священного Писания и герменевтики и назначен библиотекарем академии, 29 августа посвящён в иеродиакона, 5 сентября в иеромонаха, 17 декабря утверждён в степени кандидата («Позднее утверждение в степени кандидата объясняется тем, что весь курс подвергнут был дисциплинарному взысканию, и потому никто не был выпущен со степенью кандидата»), 30 октября 1826 года — магистра богословия.
14 августа 1829 года иеромонах Исидор был возведён в сан архимандрита; определён настоятелем Петропавловского монастыря в Мценске и одновременно назначен ректором Орловской духовной семинарии.

## Архиерейское служение
С 11 ноября 1834 года — епископ Дмитровский, викарий Московской епархии и управляющий Саввино-Сторожевским монастырём. С 5 июня 1837 года епископ Полоцкий и Виленский, с 1840 года Могилёвский и Мстиславский, с 12 ноября 1844 года экзарх Грузии. 26 августа 1856 года принимал участие в коронации императора Александра II и Высочайшим рескриптом был возведён «лично» в сан митрополита.
В Полоцке и Могилёве Исидор участвовал в борьбе с латинством и унией; на Кавказе основал местное братство для борьбы с «магометанством» и язычеством, развившееся потом в «Общество восстановления православного христианства на Кавказе». Письма его за это время к Иннокентию, архиепископу Херсонскому, свидетельствуют о его трудах по восстановлению древних храмов и христианскому просвещению горцев.
С 1 марта 1858 года митрополит Киевский, с 1 июля 1860 года митрополит Новгородский, Санкт-Петербургский и Финляндский (до июля 1865 года также Эстляндский).
Будучи правящим епископом Санкт-Петербурга, устроил два крупных благотворительных учреждения:
- «Исидоровский дом призрения бедных духовного звания» в Санкт-Петербурге;
- «Училище девиц духовного звания» в Деревяницком монастыре около Новгорода.

В рамках своих обязанностей освятил сотни храмов, в том числе Воскресенский собор Воскресенского Новодевичьего монастыря (2 июля 1861), Воскресенскую церковь при больнице Святого Пантелеймона.
Руководил работой по переводу Священного Писания на русский язык на завершающем её этапе (1860—1877).
С 1 июля 1860 года — первенствующий член Святейшего правительствующего синода. Председатель Высочайше утверждённого Присутствия по делам православного духовенства.
15 марта 1881 года возглавил в Петропавловском соборе отпевание императора Александра II. 15 мая 1883 года в Москве, в кремлёвском Успенском соборе короновал императора Александра III.
Причислен ко всем российским орденам, доступным духовному лицу: Святого Владимира четырёх и Святой Анны трёх степеней, Святого Александра Невского с бриллиантами, 27 марта 1866 года был сопричислен к высшему ордену империи — Святого апостола Андрея Первозванного; 16 апреля 1872 года ему были пожалованы также алмазные знаки отличия к нему. Имел Высочайше пожалованную митру с бриллиантовым крестом, бриллиантовую панагию, три портрета императоров, при которых протекало его архиерейское служение — Николая I, Александра II и Александра III, усыпанных бриллиантами, греческий орден Спасителя 1-й степени, черногорский орден Святого Даниила 1-й степени. В день 50-летней годовщины его епископской хиротонии ему Высочайшим указом были пожалованы знаки патриаршего сана — право ношения двух панагий и преднесения креста.
Был почётным членом многих научных обществ и академий: Копенгагенского музея северных древностей, Императорского Русского географического общества, Киевской и Московской академических конференций, Санкт-Петербургского университета, Медико-хирургической академии.
Ценная коллекция рукописей и документов была принесена им в дар библиотеке Санкт-Петербургской духовной академии.
Оставил весьма своеобразный след в истории русской науки, в 1867 году направив в Правительствующий сенат «обращение» с требованием отстранить академика Ивана Сеченова от работы в Медико-хирургической академии и сослать его в Соловецкий монастырь «для смирения и исправления» за его «предерзостное душепагубное и вредоносное учение» (имелись в виду не только личные беседы двух академиков Военно-медицинской академии — Сеченова и Исидора, но и работы Сеченова по психофизиологии, в первую очередь, классическая статья «Рефлексы головного мозга», обнародованная после выигранного Сеченовым судебного спора в августе 1867 года). Требованию не был дан ход, Сеченов не был сослан на поселение в Соловки, но после получения Сенатом требования Исидора на всякий случай выехал за границу под благовидным предлогом «академического отпуска на двенадцать месяцев для лечения кожной аллергии».
До последних месяцев жизни Исидор самостоятельно управлял Новгородской и Санкт-Петербургской епархией, категорически отказываясь от назначения викарных епископов, лично совершал богослужения и возглавлял архиерейские хиротонии. Своё 90-летие встретил в селе Козловке, куда выезжал на освящение Покровского храма.
Умер 7 сентября 1892 года, не дожив трёх недель до 93-летия. Похоронен в церкви преподобного Исидора Пелусиота Александро-Невской лавры в Санкт-Петербурге.

## Оценки современников и исследователей
Председатель Совета министров С. Ю. Витте вспоминал о митрополите Исидоре:

«Я помню, когда я был ещё совсем мальчиком, экзархом Грузии был очень почтенный старец иерарх Исидор, который впоследствии очень продолжительное время был Петербургским митрополитом. Исидор, как в Тифлисе, так и потом в качестве Петербургского митрополита, пользовался совершенно заслуженной репутацией очень умного иерарха, отличного администратора и истинного монаха по своей жизни»

Начальник библиотеки и архива Святейшего Синода Аполлинарий Львов характеризовал широту и независимость взглядов митрополита Исидора на примере его спора с К. П. Победоносцевым по поводу похорон И. С. Тургенева:

«Победоносцев поехал к Исидору и просил его не разрешать архиерейского служения, говоря, что Тургенев как человек неверующий, никогда не ходивший в церковь, не исповедавший ее постановлений, наконец, как постоянно якшавшийся с нигилистами и анархистами, совсем не заслуживает погребения… Но Исидор с свойственною ему невозмутимостью не находил причин к отказу погребения, так как за все содеянное ответит пред Богом сам почивший…»

«…Как первенствовавший член Святейшего Синода и старейший из всех русских иерархов (почти всех их хиротонисавший) он получал от них массу запросов по разным сомнительным случаям архипастырской практики и на все предложенные запросы давал советы и указания… Нравственное влияние митрополита Исидора среди русской иерархии и светских чиновников духовного ведомства было громадное… На его глазах совершались все выдающиеся реформы и преобразования в духовном ведомстве за настоящее столетие, и потому он мог подвести всегда живую справку о скрытых мотивах некоторых из этих реформ и преобразований и об отношении и участии в них тех или других деятелей. Бывали случаи, когда он одним словом мог затормозить или совсем отклонить какой-нибудь проект. Поэтому все прислушивались к его словам, и всем приходилось считаться с ним».

«Долголетие дало ему имя патриарха, — патриархом был он и по дальновидному уму своему, необыкновенно спокойному характеру, обширным познаниям и по своей деятельности»

Епископ РПЦЗ Никон (Рклицкий) писал о нём в эмиграции:

«Это был иерарх безупречной строгой жизни, отличавшийся личным благочестием, но, по отзыву владыки Антония, самостоятельных богословских воззрений он не имел. Он был типичным представителем кастового духовенства, стараясь во всем подражать скончавшемуся в 1867 году московскому митрополиту Филарету, имевшему огромное влияние на иерархию всей России. В отношении подчиненного духовенства митрополит держался недоступно, величественно и несколько грубо. В Академии, высшим попечителем которой он был, бывал весьма редко».